# Vallon sauvage
Le Vallon sauvage est dans les années quatre-vingt un vaste espace de six hectares en friche, au centre de la commune d'Octeville (devenue après fusion en 2000 Cherbourg-Octeville) dans la Manche. Bordés par les tours et les barres de la ZUP des Provinces ainsi que les maisons du vieil-Octeville, les deux coteaux abrupts du vallon reliés par une petite rivière au point le plus bas, constituaient une sorte de négatif de la concentration urbaine voisine. Le vallon, abrité des vents marins, fortement pourvu de toutes les strates de végétations, plonge vers la mer, offrant au regard des échappées remarquables. 
Délaissé depuis la création de la ZUP, un nettoyage du vallon s'imposait, mais, en accord avec les Octevillais, la municipalité souhaitait qu'il conservât son caractère « sauvage », mélange d'écosystèmes et de résidus d'exploitations agricoles antérieures constituées de petits champs et de chemins creux.

## Aménagement
En 1983, à l'initiative du maire d'Octeville Gabriel Soria, l'aménagement du vallon fut confiée à Isabelle Lerouvillois et Louis-Marie Catta, concepteurs-paysagistes qui prirent le parti d'éviter tout bouleversement majeur du vallon et d'apporter des réponses mesurées à chacune des catégories de la population utilisant ce lieu. Pendant deux mois, un atelier d'urbanisme fut ouvert à tous au cœur de la ZUP. Il permit de dégager les grandes orientations et d'intéresser les jeunes à cette création. 
Parcours sportifs, promenades à flanc de coteaux, moto-cross organisé de façon à limiter au maximum les nuisances (haies, talus, chemins creux), jardins ouvriers, plantations spécifiques (Eucalyptus) furent envisagées, sans dénaturer l'ensemble. 
Un "Refuge", maison à l'usage des adolescents, transformé depuis en "maison de la nature" fut créé avec l'aide active d'une vingtaine d'adolescents du quartier.

Encouragée par Roland Castro (dans le cadre de la mission Banlieues 89), la création de ce parc obtint une importante subvention.

## Cross
De 1985 à 2010, a été organisé le « cross du Vallon sauvage », course à pied qui a atteint jusqu'à 800 participants. À la suite de la tempête de 1987, le cross s'est complété d'une opération « marcher et courir pour un arbre », qui a permis de planter environ 1000 arbustes dans la Communauté urbaine de Cherbourg et le Nord-Cotentin.

## Gestion
L'entretien et la gestion des espaces naturels de la ville de Cherbourg-Octeville auxquels appartient le Vallon Sauvage, est fait sans produits phytosanitaires, afin de réintroduire la faune et la flore locale en respectant les différents biotopes. Certains bois morts ou ronciers sont laissés en l'état afin de servir de refuges aux animaux qui y trouvent leurs nourritures.